# 今夜はねむれナイト
『今夜はねむれナイト』（こんやはねむれナイト）は、1985年10月8日から1987年9月まで関西テレビで放送されていた関西ローカルのバラエティ番組。放送時間は毎週火曜 24:15 - 25:10。

## 概要
司会は、殆どの期間においては太平サブロー・シローが務めていたが、最後の半年間では島田紳助が務めていた。
サブロー・シローが司会を務めていた当時のオープニングは、彼らと5人の女性がミュージカル風のダンスや歌で登場するスタイルだった。サブロー・シローはバーのようなセットにゲストを迎えてトークを展開していた。他に、東京へ進出する前のダウンタウンがボーイ役で出演していた。
紳助司会時代には、吉本興業の若手芸人たちが様々な企画に挑戦するスタイルで行われていた。

## 出演者
- 太平サブロー・シロー - 1985年10月から1987年3月まで出演。
- 島田紳助 - 1987年4月から同年9月まで出演。
- 間寛平
- ダウンタウン（松本人志・浜田雅功）-上沼真平が抜擢
- ねむれナイト嬢ちゃんズ
- 人形劇団 ザ・おちゃめブラザーズ

紳助司会担当時代
- 未知やすえ
- ハイヒール
- 岡けん太・ゆう太
- まるむし商店
- ピンクダック
- ジミー大西
- 非常階段
- ホンコン・マカオ
- トリュフ
- 亀山房代
- ボブキャッツ
- 板尾創路
- ライム・ライト
- 中田はじめ・圭祐
- リットン調査団
- 月亭かなめ
- メンバメイコボルスミ11
- 今田耕司
- 加藤伸一
- 若井のん・のこ
- 今西博子
- 島田泰明
- 西川小のり
- ヤンキース
- 安井一美
- ミモ・ファルス
- 隼天虎守
- ET前田・幸成
- 内場勝則

## 主なコーナー
ダウンタウン劇場（シアター）
当時まったく無名だったダウンタウンを起用し、毎週コントを披露した。オープニングは本編とは無関係のギャング映画風の銃撃戦。
前半はスタジオ収録のコントが多かったが、中盤以降は大阪市内の街頭ロケで、アドリブ要素の強いコントを繰り広げることが多かった。
スタジオ収録時代には、後の「夢で逢えたら」や「ダウンタウンのごっつええ感じ」にも通じる作りこんだコント、ロケコント時代には「夜はクネクネ」のパロディや、「プロゴルファー猿」のパロディで街中でゴルフをしたり、という内容だった。
ねむれナイト前夜祭
吉本新喜劇のメンバーが持ち芸を披露していくコーナー。

## 備考
間寛平の有名キャラクター「アメママン」はこの番組で誕生し、その人気で寛平は「アメマバッジ」を作ったが、作った後すぐに番組が終了した。そのため、大量に作られた「アメマバッジ」は在庫と化し、寛平は数千万円の借金を重ねた上、製造会社と裁判沙汰になった（アメマ裁判）。
当時の吉本の若手芸人たちが出演した回で、メンバメイコボルスミ11が司会の島田紳助に質問された際に素っ気ない返答をしたため、その態度に怒った紳助はスタジオから退出。やがて消火器を手にして戻ってくると、ものすごい剣幕で2人を怒鳴りつけた。
「ダウンタウン劇場」のコーナーのみ、番組が終了してからも傑作コントが総集編として不定期放送されていた。放送日は1987年11月8日/1988年12月30日/1993年3月13日。